# Central eléctrica de Megalópolis

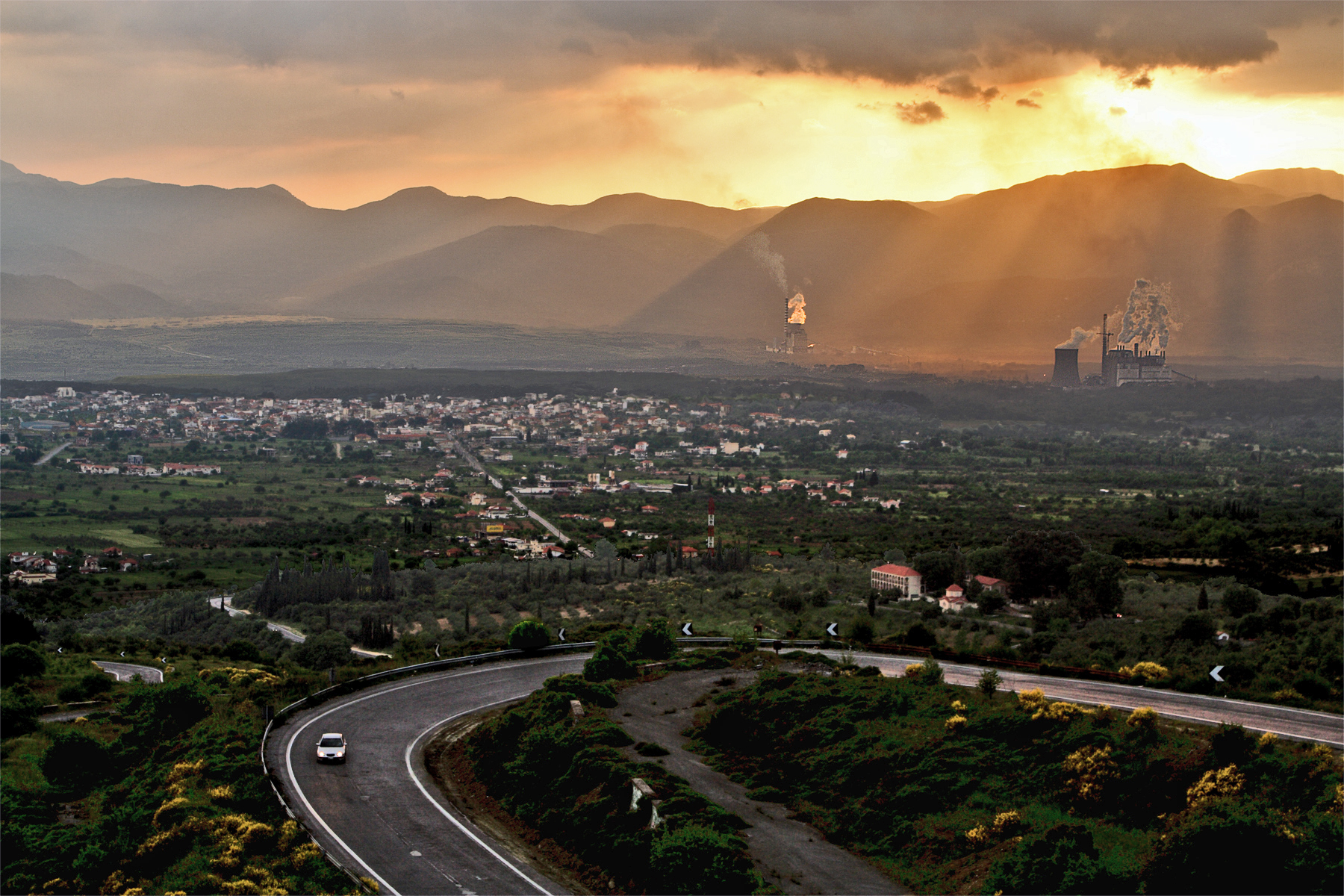
Megalópolis

La central eléctrica de Megalópolis es una central eléctrica en Arcadia, en el centro del Peloponeso, que produce electricidad para el sur de Grecia y las islas. Se encuentra a 5 kilómetros (3,1 millas) al noroeste de Megalópolis a través de la GR-76 (Krestena - Andritsaina - Megalópolis), su entrada es de 1000 metros (3281 pies) al este. Produce electricidad a partir de carbón y lignito extraído al sur en la mina Megalopoli, así como minas en Tocnia y Kyparissia. La planta emplea hasta 500 a 1.000 personas, la mayoría de ellas son de Megalópolis.
La construcción comenzó a mediados de la década de 1960 justo después de que la ciudad fuera golpeada por el terremoto de Arcadia en 1965. Tardó de tres a cuatro años en completarse. En 1971, comenzó la producción de electricidad y también comenzó la minería. A medida que todo su carbón y lignito se están agotando, la planta puede cerrarse en pocos años, lo que podría despedir a cientos de trabajadores y hacer que una parte significativa de su economía disminuya.
La central había aparecido en un documental de ERT que se emitió en abril de 2007.

## Entorno
La contaminación ha sido un problema en la zona, ya que el azufre y el dióxido de carbono (CO2) se han vaciado hasta 200 m (660 pies) durante los días ventosos y nublados y hasta 1 km (0,62 millas) durante días despejados, visibles desde hasta 20 km (12 millas) así como el noroeste de Laconia. La principal preocupación es verter carbón usado en los Alfeios, lo que arruina su suministro de agua y su naturaleza, así como la antigua ciudad de Megalópolis, que vio cómo el mármol y la piedra comenzaban a oxidarse. Además, al igual que con todas las plantas basadas en combustibles fósiles, la central eléctrica de Megalopoli produce grandes cantidades de gases de efecto invernadero que contribuyen al cambio climático.

### Datos de emisiones
| Unidades                      | 2008      | 2009      | 2010      | 2011      | 2012      | 2013      | 2014      |
| ----------------------------- | --------- | --------- | --------- | --------- | --------- | --------- | --------- |
| Megalopoli A (I-III)          | 5 300 608 | 4 461 751 | 3 422 835 | 3 076 864 | 3 237 667 | 2 402 432 | 2 782 295 |
| Megalopoli B (IV)             | 2 190 791 | 2 914 168 | 2 694 745 | 3 009 880 | 2 658 081 | 2 847 872 | 2 418 698 |
| Datos: Comisión Europea, 2015 |           |           |           |           |           |           |           |